# Sauromalus
Sauromalus – rodzaj jaszczurek z rodziny legwanowatych (Iguanidae).

## Zasięg występowania
Rodzaj obejmuje gatunki występujące w Ameryce Północnej (Stany Zjednoczone i Meksyk). 

## Systematyka

### Etymologia
- Sauromalus: gr. σαυρος sauros „jaszczurka”[5]; ομαλος homalos „równy, gładki”[6].
- Euphryne: gr. ευ- eu „dobry, typowy”[7]; φρυνη phrunē, φρυνης phrunēs „ropucha”[8]. Typ nomenklatoryczny: Euphryne obesus Baird, 1858 (= Sauromalus ater Duméril, 1856).

### Podział systematyczny
Do rodzaju należą następujące gatunki: 
- Sauromalus ater Duméril, 1856 – czakuela
- Sauromalus hispidus Stejneger, 1891
- Sauromalus klauberi Shaw, 1941
- Sauromalus slevini Van Denburgh, 1922
- Sauromalus varius Dickerson, 1919 – czakuela wyspowa